# ペーター・サガン
ペーター・サガン（Peter Sagan、1990年1月26日 - ）は、スロバキア、ジリナ出身の自転車競技（ロードレース）選手。名はスロバキア語の発音に近い「ペテル」や英語読みの「ピーター」等とも表記される。兄のユライ・サガンも自転車競技選手。
ツール・ド・フランスに於けるマイヨ・ヴェール（ポイント賞）を計7度獲得、ジロ・デ・イタリアのマリア・チクラミーノ（ポイント賞）も獲得（2021年）。世界選手権自転車競技大会ロードレースでは、前人未踏の三連覇（2015年、2016年、2017年）を達成した唯一の選手（2023年現在）で、2010年代のロードレースシーンを席巻した代表的選手の一人。脚質はスプリントにも秀でたパンチャーで、マウンテンバイクレースで培ったフィジカルやテクニックを駆使し、起伏の激しい難コースでもライバル勢を抑えて幾度も優勝を飾っている。ゴール後やレセプションで見せるウィリー走行はサガンの得意技。母国語以外に英語、イタリア語も堪能である。
2023年シーズンを最後に、自転車ロードレースからの引退を表明している（マウンテンバイクレースは継続の予定）。

## 経歴

### アマ時代の主な実績

#### 2007年
- シクロクロスとロードレースの国内選手権・ジュニア部門を制覇。

#### 2008年
- マウンテンバイク世界選手権クロスカントリー・ジュニア部門優勝
- マウンテンバイク欧州選手権クロスカントリー・ジュニア部門優勝
- シクロクロス世界選手権・ジュニア部門2位
- クロズ・イストル総合優勝。

#### 2009年
- GPコーペラティヴァ優勝。

### プロ転向後の主な実績

#### 2010年
- リクイガス・ドイモと契約を結びプロ転向。
- パリ〜ニースに出場し、強力なスプリント力を発揮して、第3、第5ステージを制し、ポイント賞を獲得。
- ツール・ド・ロマンディ 区間1勝。
- ツアー・オブ・カリフォルニア ポイント賞・新人賞・区間2勝(第5・第6)
- フィラデルフィア・インターナショナル・チャンピオンシップ 2位
- ジロ・デル・ヴェネト 2位
- グランプリ・シクリスト・ド・モンレアル 2位。

#### 2011年
- ジロ・ディ・サルデーニャ 総合優勝・区間3勝(第1・第3・第4)
- ツアー・オブ・カリフォルニア ポイント賞・区間1勝(第5)
- TD・バンク・インターナショナル・サイクリング・チャンピオンシップ 2位
- ツール・ド・スイス ポイント賞 & 区間2勝(第3、第8)
- チェコ・スロバキア選手権 個人ロード 優勝
- ツール・ド・ポローニュでは、最終ステージでボーナスタイムを利して、ダニエル・マーティンを逆転し総合優勝。この他、ポイント賞を獲得し、第4、5ステージも制した。
- グランツール初出場となったブエルタ・ア・エスパーニャ 区間3勝(第6[2]、12[3]、21[4])
- グラン・プレミオ・インドゥストリア・エ・コッメルチョ・ディ・プラート 優勝
- 世界選手権・個人ロードレース 12位

#### 2012年
- ツアー・オブ・オマーン 区間1勝(第2[5])

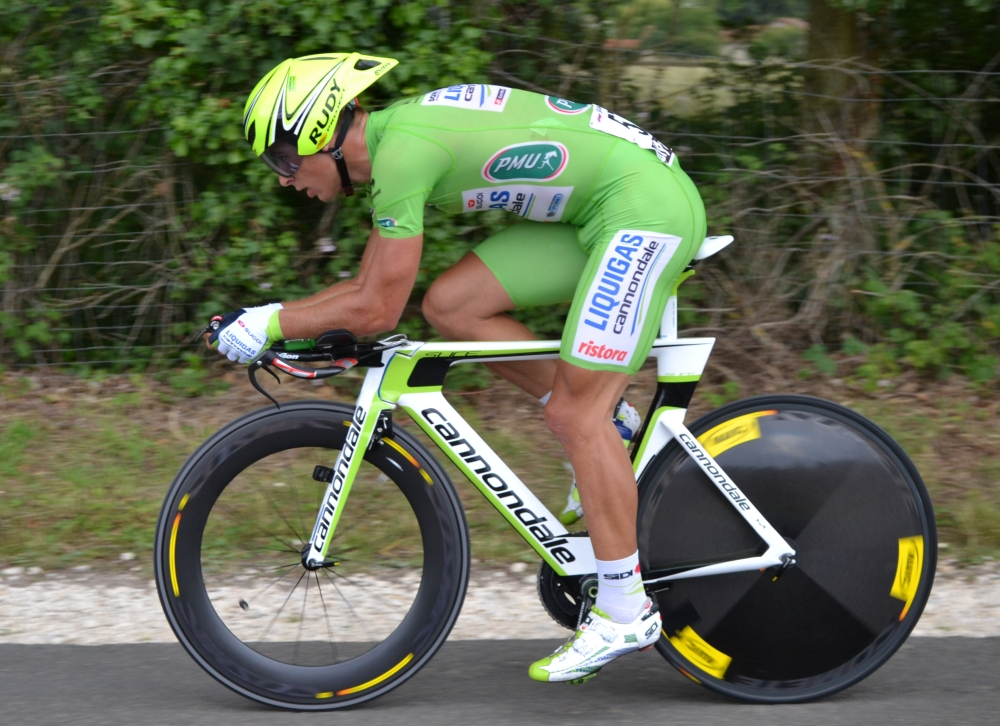
2012年ツール・ド・フランスにてマイヨ・ヴェールを着用したペーター・サガン

- ティレーノ〜アドリアティコ 区間1勝(第4)
- ミラノ〜サンレモ 4位
- ヘント〜ウェヴェルヘム 2位
- デ・パンネ3日間レース 区間1勝(第1)
- ロンド・ファン・フラーンデレン 5位
- アムステルゴールドレース 3位
- ツアー・オブ・カリフォルニア
  -  ポイント賞
  - 区間優勝(第1[6]、2[7]、3[8]、4[9]、8[10])
- ツール・ド・スイス ポイント賞、区間4勝(第1=ITT[11]、第3[12]、4[13]、6[14])
- スロバキア選手権・個人ロード 優勝
- ツール・ド・フランス、初出場。 
  -  ポイント賞[15]
  - 区間3勝(第1[16]、3[17]、6[18])
  -  敢闘賞(第14ステージ[19])
- ロードレース世界選手権・個人ロードレース 14位
- オランダ・フード・ヴァリー・クラシック 2位
- UCIワールドツアー 総合8位

#### 2013年

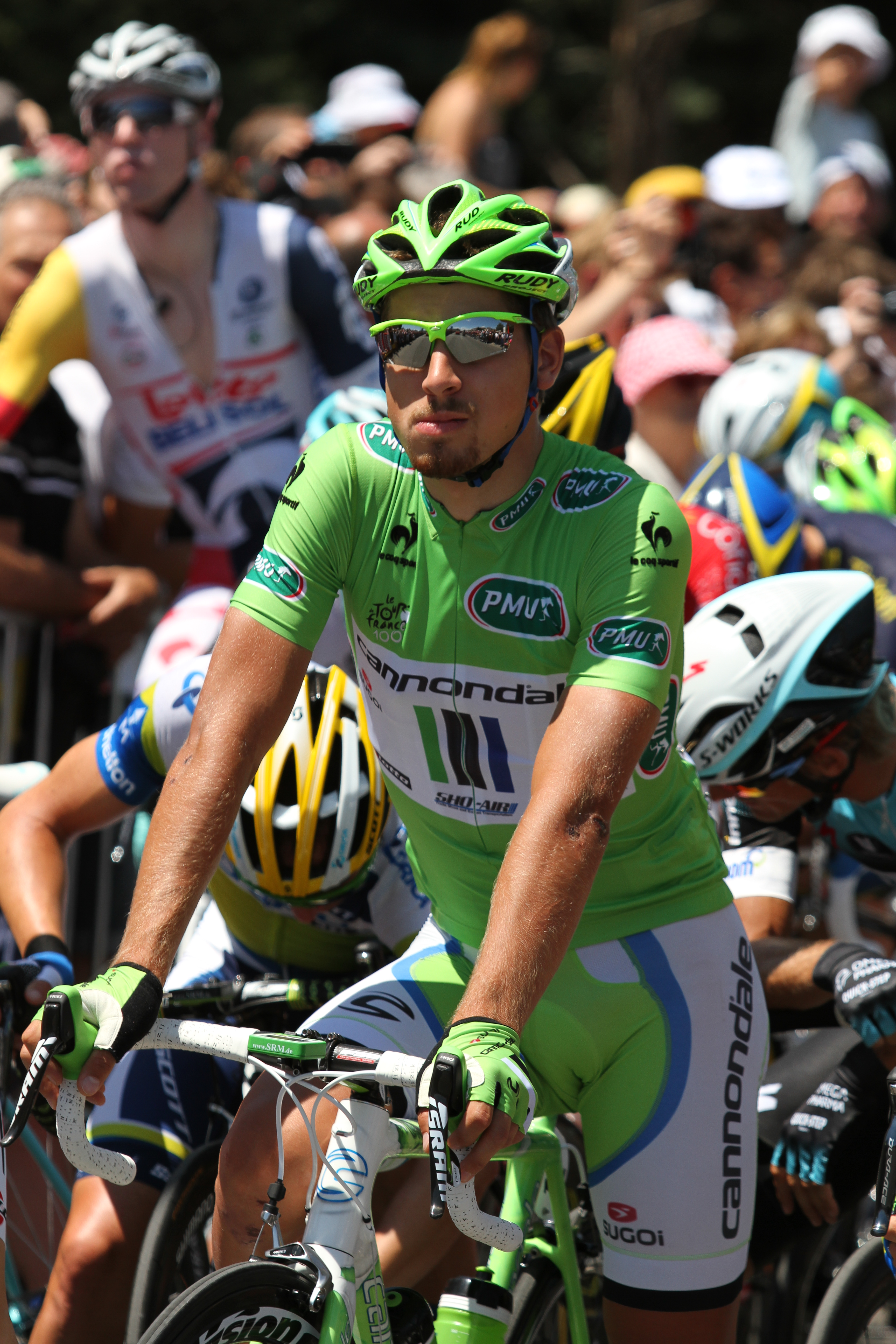
2013年ツール・ド・フランスにて、マイヨ・ヴェールを着用したペーター・サガン

- ツアー・オブ・オマーン 区間2勝(第2・第3)
- グラン・プレミオ・チッタ・ディ・カマイオーレ 優勝
- ストラーデ・ビアンケ 2位
- ティレーノ〜アドリアティコ 区間2勝(第3、6)
- ミラノ～サンレモ 2位
- E3ハレルベーク 2位
- ヘント〜ウェヴェルヘム 優勝
- デ・パンネ3日間 区間1勝(第1)
- ロンド・ファン・フラーンデレン 2位
- ブラバンツ・ペイル 優勝
- ツアー・オブ・カリフォルニア ポイント賞、区間2勝
- ツール・ド・スイス 区間2勝(第3・第8)・ポイント賞
- スロバキア選手権 ロードレース 優勝
- ツール・ド・フランス
  - 第7ステージ 優勝
  -  ポイント賞
- USAプロ・チャレンジ 区間4勝・ポイント賞
- グランプリ・シクリスト・ド・モンレアル 優勝
- ロードレース世界選手権・個人ロードレース 6位

#### 2014年
- ツアー・オブ・オマーン 区間1勝(第4)
- ストラーデ・ビアンケ 2位

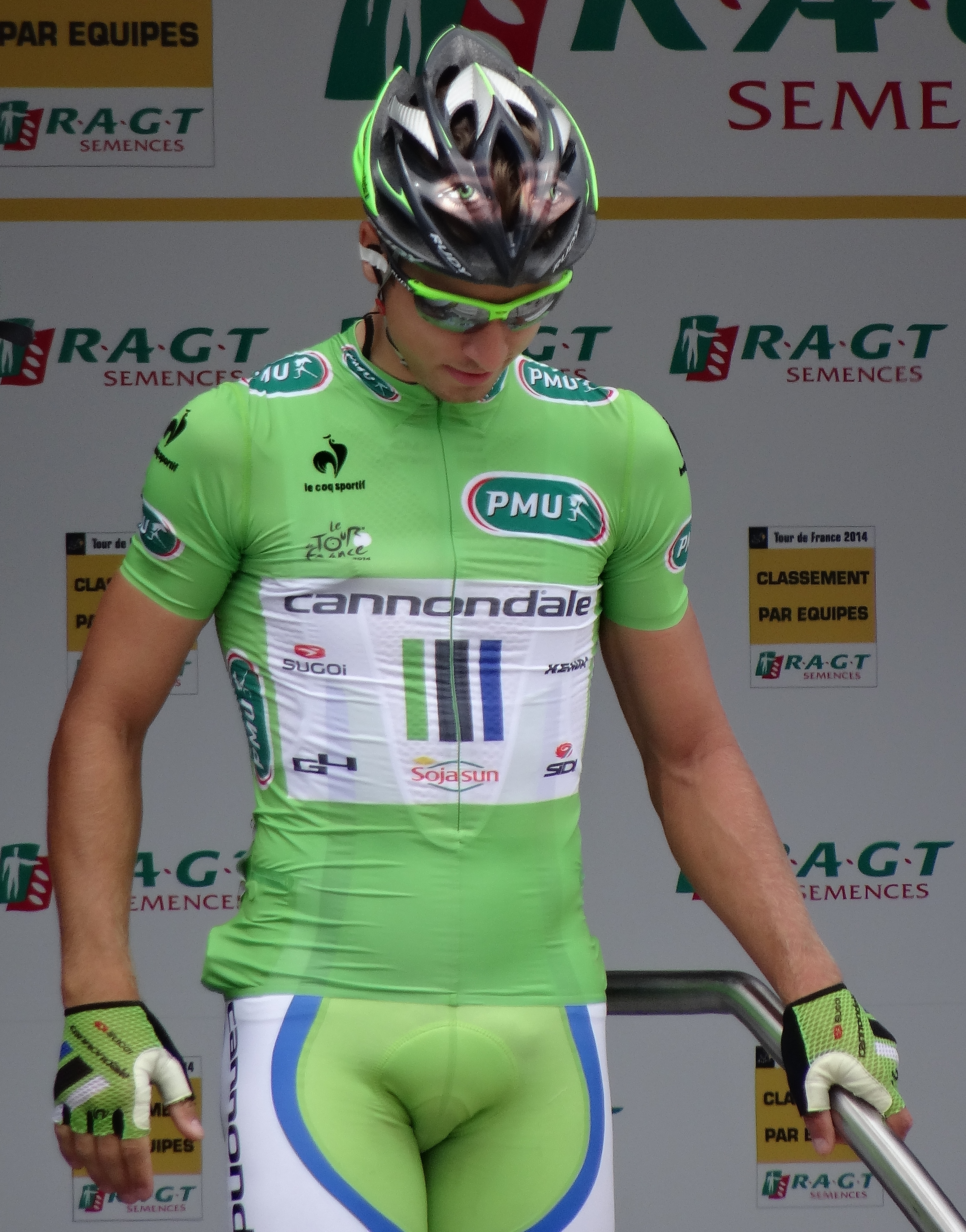
2014年ツール・ド・フランスにて、マイヨ・ヴェールを着用したペーター・サガン

- ティレーノ〜アドリアティコ 区間1勝(第3)・ポイント賞
- E3ハレルベーク 優勝
- デ・パンネ3日間 区間1勝(第1)
- ツアー・オブ・カリフォルニア ポイント賞
- ツール・ド・フランス
  -  ポイント賞
- ツール・ド・スイス 区間1勝(第3)・ポイント賞
- スロバキア選手権 個人ロード 優勝

2014年8月、ティンコフ＝サクソと2015年から2017年までの3年契約を結んだことが発表された。

#### 2015年
- ツアー・オブ・カタール 6位・新人賞
- ティレーノ〜アドリアティコ 区間1勝(第6)・ポイント賞
- ミラノ〜サンレモ 4位
- ヘント〜ウェヴェルヘム 10位
- ロンド・ファン・フラーンデレン 4位
- ツアー・オブ・カリフォルニア 優勝
- ツール・ド・スイス 区間2勝(第3・第6)・ポイント賞
- スロバキア選手権 個人ロード・TT 優勝
- ツール・ド・フランス
  -  ポイント賞
  -  敢闘賞(第15,16ステージ)
  - アルベルト・コンタドールのチームメイトとなったことで、当初はコンタドールのアシストとなっていたがコンタドールの調子は最後まで上がらなかった。しかしサガンはタイムトライアル・上級山岳・及び傾斜のきついユイの壁のステージを除いた全ステージで7着以内でゴール。また2週目後半は連日エスケープ集団入りを果たし、ライバル不在の逃げ集団の中ポイントを稼いだ。結果区間勝利こそなかったものの（2着5回）、2位以下を大きく離し4年連続のマイヨ・ヴェールを獲得した。
- ブエルタ・ア・エスパーニャ
  - 区間1勝（第3ステージ）
  - 第8ステージ残り約8.2kmの地点で後方から無謀な追い抜きを行ったモトバイクと接触し落車。左側の腰から脚にかけては火傷、左前腕筋肉内血腫を伴う打撲傷を負う。その後何とか復帰しゴールをしたサガンだったが、翌日リタイアとなった。サガンと接触したモトバイクの運転手は大会追放を言い渡され、またサガン自身も落車の際に怒りと興奮の為にメディカルカーのドアを拳で殴る、オーガナイザーのモトバイクや自身の自転車を蹴るといった「自転車競技のイメージを損なう脅しや侮辱」を行ったとして300スイスフランの罰金を課された[21]。
- 世界選手権自転車競技大会
  - ロードレース・個人ロード・エリート男子 優勝
    - アメリカ合衆国・リッチモンドで行われた大会の最終周回、石畳の上り坂で集団よりアタックを仕掛ける。直後の下り坂で差を広げ、集団を振り切りスロバキア人として、そして自身初の世界チャンピオンの座に立った。[22]

#### 2016年
- オムロープ・ヘット・ニウスブラット 2位
- ツール・ド・サンルイス
  - 第2ステージ2位、第3ステージ4位
  - 第5ステージ開始前、脛毛を剃っていないサガンはヴィンチェンツォ・ニバリから剃刀をプレゼントされたが結局使わなかった[23]。
- ティレーノ〜アドリアティコ ポイント賞、総合2位
  - 第5ステージ（フォリンニョ～モンテ・サン・ビチーノ）は『悪天候時実施要項』（EXTREME WEATHER PROTOCOL）が適用されてステージキャンセルとなった。その日、ようやくサガンは脛毛を剃った[24]。
- ミラノ〜サンレモ 12位
- E3ハレルベーク 2位
- ヘント〜ウェヴェルヘム 優勝
- ロンド・ファン・フラーンデレン 優勝
- パリ〜ルーベ 11位
- ツアー・オブ・カリフォルニア ポイント賞、区間2勝(第1・第4)、総合35位

6月10日、リオデジャネイロオリンピックにスロバキア代表としてMTBXCに出場することが決まった。
- ツール・ド・スイス
  - 区間2勝（第2・第3）、総合111位
- ツール・ド・フランス
  - 区間3勝(第2・第11・第16)　総合95位
  -  ポイント賞
  -  総合敢闘賞
  -  敢闘賞(第10ステージ)
    - 第2ステージ1位となり、自身初となるマイヨ・ジョーヌを獲得し、同時にマイヨ・ヴェールを獲得した[26]。
    - スロバキア出身の自転車競技（ロードレース）選手としてマイヨ・ジョーヌ獲得は初となる。
    - 総合敢闘賞を受賞すると共に、5年連続マイヨ・ヴェールを獲得した。

8月1日、ドイツのボーラ・アルゴン18がプレスリリースを出し、現在ティンコフに所属するペーター・サガンとの契約を発表した。
- グランプリ・シクリスト・ド・ケベック 優勝
- ロードレース・ヨーロッパ選手権（英語版） ・個人ロード・エリート男子 優勝
  - 今大会から実施された、個人ロードのエリート男子種目で初代優勝者となった[28]。
- エネコ・ツアー 区間2勝(第3, 4)　総合3位　スプリント賞
- UCIワールドツアー 総合1位
- 世界選手権自転車競技大会
  - ロードレース・個人ロード・エリート男子 優勝
    - カタール・ドーハで行われた今大会では、途中イギリスチームの仕掛けた横風分断作戦に嵌りかけたが、何とか追いつく。最終盤のトム・レーゼルのアタックにも動じず、レーゼル吸収直後のスプリントでトム・ボーネンやマーク・カヴェンディッシュを抑え、2015年に続き優勝、史上6人目となる連覇を達成した。

#### 2017年
- クールネ〜ブリュッセル〜クールネ　優勝

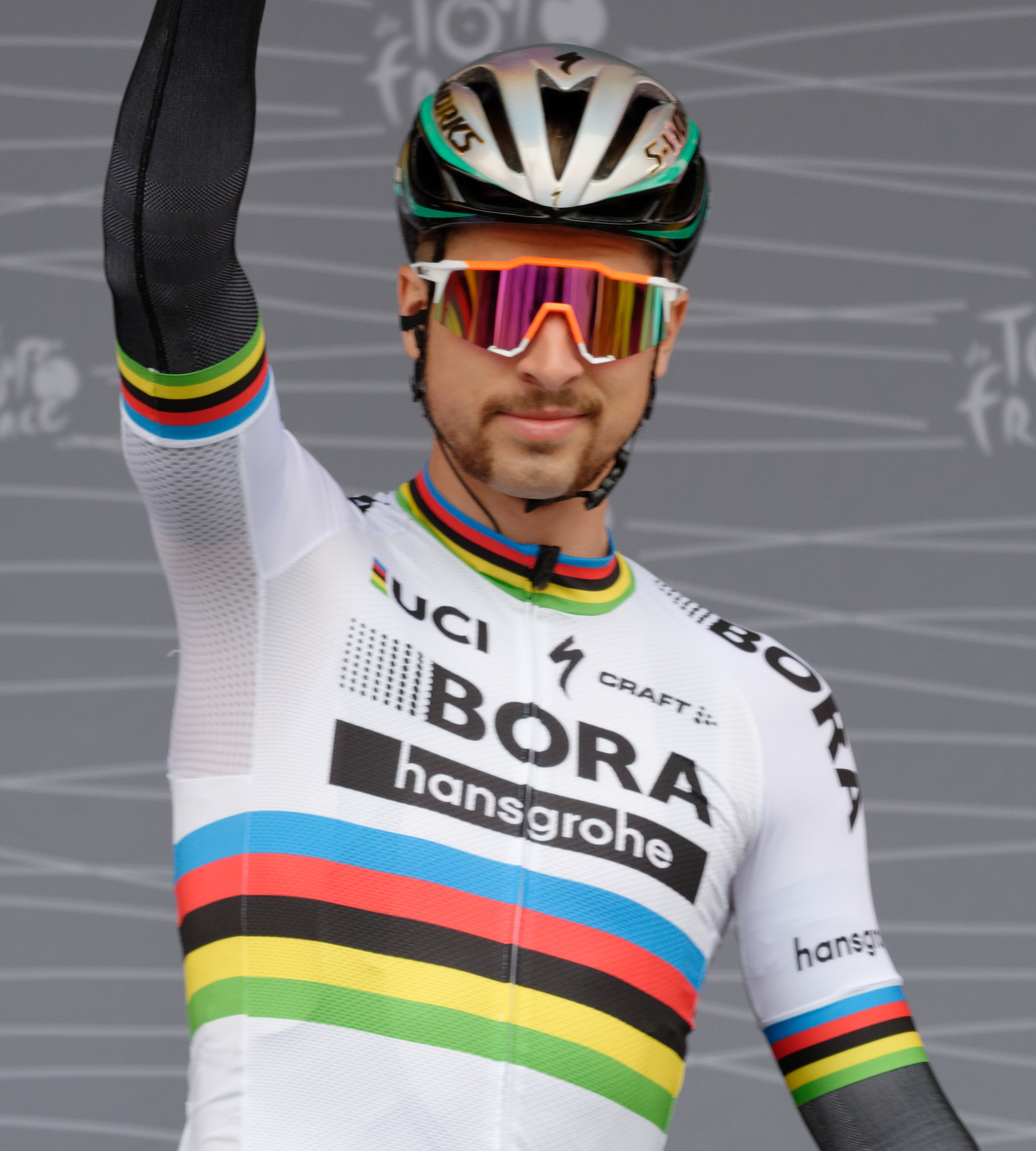
2017年ツール・ド・フランスにて

- オムロープ・ヘット・ニウスブラットでは、2年連続でフレフ・ヴァン・アーヴェルマートにスプリントで敗れ2位。
- ティレーノ〜アドリアティコ　区間2勝（第3、第5ステージ）
- ミラノ～サンレモ　2位
  - レース終盤のポッジョの丘でアタックを仕掛けるも、追いついてきたミカル・クヴィアトコウスキーとジュリアン・アラフィリップは後方集団にエース(クヴィアトコウスキーが所属するスカイはエリア・ヴィヴィアーニ、アラフィリップが所属するクイックステップ・フロアーズはフェルナンド・ガビリア)がいるため先頭交代を拒否。結果的にサガン1人で先頭集団を牽くことになり、スプリントに向けて脚を溜めることができなかった。それでもクヴィアトコウスキーに僅差の2位と、サガンの強さを示した大会となった。

- ヘント〜ウェヴェルヘム　3位
- ツアー・オブ・カリフォルニア　区間優勝（第3ステージ）
- ツール・ド・スイス　 ポイント賞（第5,8ステージ優勝）
- ツール・ド・フランス　区間優勝（第3ステージ）
  - 第4ステージ：ゴール前スプリントの残り50メートル地点で、フェンス際の右側から抜きにかかったマーク・カヴェンディッシュと接触しカヴェンディッシュが落車。一見サガンが肘撃ちしたようにも見えたため、イレギュラーなスプリント行為（故意に落車させた）と見なされ失格処分（レギュレーション12.104）に。カヴェンディッシュは負傷し第5ステージ以降の棄権を余儀なくされた[29]。所属チームはサガンの失格処分を不服としてスポーツ仲裁裁判所（CAS）に提訴したものの却下された[30]。
- ツール・ド・ポローニュ　 ポイント賞（第1ステージ優勝）
- ビンクバンク・ツアー　区間優勝（第1,3ステージ）
- 世界選手権自転車競技大会
  - ロードレース・個人ロード・エリート男子 優勝
    - ノルウェー・ベルゲンで行われ、地元のアレクサンダー・クリストフや、この年のツール・ド・フランスのポイント賞を獲得したマイケル・マシューズらを下し、史上初の世界選手権3連覇を達成した。

#### 2018年

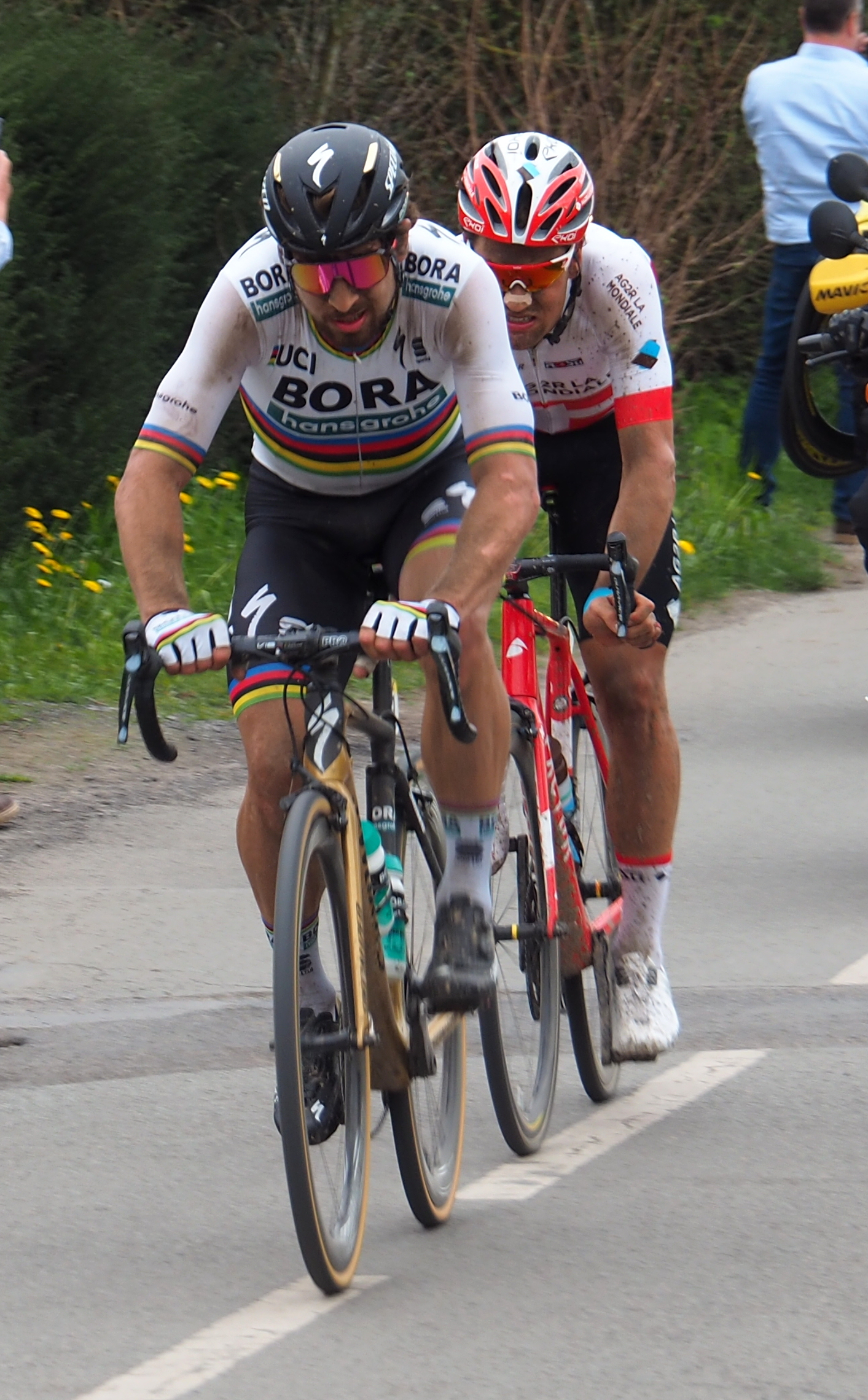
2018年パリ〜ルーベにて

- ツアー・ダウンアンダー　ポイント賞（ピープルズ・チョイス・クラシック、第4ステージ優勝）
- ヘント〜ウェヴェルヘム　優勝
- パリ〜ルーベ　優勝
  - 前年の大会ではパンクなどの悲運に見舞われ思うような結果が残せなかったが、今大会ではシルヴァン・ディリエとの逃げを決め、マッチスプリントでディリエを破り優勝。世界チャンピオンによるルーベ制覇は1981年のベルナール・イノー以来37年ぶりの快挙。
- ツール・ド・スイス　 ポイント賞（第2ステージ優勝）
- スロバキア選手権　優勝（ロードレース）
- ツール・ド・フランス　 ポイント賞（第2,5,13ステージ優勝）
  - 序盤の平坦ステージこそフェルナンド・ガビリアやディラン・フルーネヴェーヘンに勝利を譲ったものの、上り基調のスプリントステージを着実に制し、第13ステージでは険しい山岳ステージで生き残ったスプリンターによる勝負で優勝。ピレネー山脈序盤での落車の影響でタイムアウトによる失格も危ぶまれたが、何とか乗り切りエリック・ツァベルと並ぶ史上最多タイ6回目のマイヨ・ヴェールを獲得。また、第2ステージ優勝により2年ぶりにマイヨ・ジョーヌを着用した。

#### 2019年
- ツアー・ダウンアンダー　区間優勝（第3ステージ）
- ツアー・オブ・カリフォルニア　区間優勝（第1ステージ）
- ツール・ド・スイス　 ポイント賞（第3ステージ優勝）
- ツール・ド・フランス　
  - 区間1勝（第5ステージ）
  -  ポイント賞
  - 大会史上初となる7度目のポイント賞の獲得となった。

#### 2020年
- ジロ・デ・イタリア 区間優勝（第10ステージ）

#### 2021年
- ボルタ・ア・カタルーニャ 区間優勝（第6ステージ）
- ツール・ド・ロマンディ 区間優勝（第1ステージ）
- ジロ・デ・イタリア
  -  ポイント賞
  - 区間優勝（第10ステージ）
- スロバキア選手権  優勝（ロードレース）
- オコロ・スロベンスカ（英語版）  総合優勝、 ポイント賞

#### 2022年
- ドイツのUCIワールドチーム、ボーラ＝ハンスグローエからフランスのUCIプロ・チーム、チーム・トタルエネルジーへ移籍
- ツール・ド・スイス 区間優勝（第3ステージ）
- スロバキア選手権  優勝（ロードレース）

## 脚註
1. 1 2  発音例 - Forvo
2. ↑  土井雪広が有言実行のエスケープ リクイガスの奇襲でサガンが勝利 - cyclowired.jp 2011年8月26日付
3. ↑  怪童サガンの本領発揮 破竹のスプリント勝利で区間2勝目 - cyclowired.jp 2011年9月2日付
4. ↑  フィナーレを飾るサガンの勝利 総合優勝の栄冠はコーボに輝く！ 土井雪広は147位完走 - cyclowired.jp 2012年9月12日付
5. ↑  サガンが難コースを攻略 BSアンカーのルバが11位、清水が22位と健闘 - cyclowired.jp 2012年2月16日付
6. ↑  サガンが残り7kmでパンクするもスプリント勝利 土井雪広が日の丸ジャージお披露目 - cyclowired.jp 2012年5月14日付
7. ↑  再び輝いた無敵のサガン 余裕のスプリントでステージ2連勝 - cyclowired.jp 2012年5月15日付
8. ↑  混戦の集団スプリントを制したサガン 驚きのハットトリックを達成 - cyclowired.jp 2012年5月16日付
9. ↑  怪物サガンが無敵のステージ4連勝を挙げる - cyclowired.jp 2012年5月17日付
10. ↑  サガンがLAで無敵のスプリント5勝目 苦難の年を乗り越えたヘーシンクが総合優勝 - cyclowired.jp 2012年5月21日付
11. ↑  カンチェラーラを下した韋駄天サガン 7月に期待をもたせる最速タイム - cyclowired.jp 2012年6月10日付
12. ↑  雨に濡れたテクニカルなフィニッシュを攻略 サガンが圧巻の2勝目 - cyclowired.jp 2012年6月12日付
13. ↑  もはや敵無し 雨のスプリントでサガンがステージ2連勝を飾る - cyclowired.jp 2012年6月13日付
14. ↑  ゴール前はサガンの独壇場 スプリントで負け無しの4勝目をマーク - cyclowired.jp 2012年6月15日付
15. ↑  カヴが4年連続シャンゼリゼ制覇 ウィギンズが99代チャンピオンに輝く - cyclowired.jp 2012年7月23日付
16. ↑  圧倒的な爆発力と勝負勘を見せたサガン ステージ2位のカンチェラーラがマイヨジョーヌキープ - cyclowired.jp 2012年7月2日付
17. ↑  落車頻発のナーバスなステージ 上りスプリントをサガンが制し2勝目を挙げる - cyclowired.jp 2012年7月4日付
18. ↑  ラスト25kmの大落車で総合戦線に異変 猛者をねじ伏せた怪童サガン - cyclowired.jp 2012年7月7日付
19. ↑  撒菱によりパンク続出のトラブル発生 LLサンチェスが独走で通算4勝目 - cyclowired.jp 2012年7月16日付
20. ↑  辻啓 (2014年8月8日). “ペーター・サガン移籍 - 3年連続マイヨヴェールのサガンがティンコフ・サクソと3年契約を結ぶ”.   シクロワイアード. 2014年8月12日閲覧。
21. ↑  ブエルタ・ア・エスパーニャ2015第8ステージ選手コメント　ストゥイフェン「自信をもってロングスプリント」モトに接触されたサガン「選手の安全が最優先のはず」 - cyclowired 2015年8月30日
22. ↑  ペテル・サガンが石畳で圧巻のアタックを決め王者に　世界選手権ロードレース男子エリート - cyclist.sanspo.com 2015年9月28日
23. ↑  ツール・ド・サンルイス2016第5ステージ - cyclowired 2016年1月23日
24. ↑  Twitter 2016年3月14日
25. ↑  H.Moulinette (2016年6月10日). “現ロード世界チャンピオンの怪童ピーター・サガンはリオ五輪ではロードに出場せず、代わりにMTBクロスカントリーに出場へ、MTBトップ選手からは「なめんなよ（笑）」といいながらも期待感”.   cyclingtime. 2016年6月10日閲覧。
26. ↑  ツール・ド・フランス2016第2ステージ 登りスプリントを制した世界王者サガンが初めてマイヨ・ジョーヌに袖を通す - cyclowired 2016年7月4日
27. ↑  世界王者サガンがドイツのボーラ・ハンスグローエと3年契約を結ぶ - cyclowired
28. ↑  世界チャンピオンのサガンが2016ヨーロッパ選手権ロードで優勝！ - cyclesports.jp 2016年9月19日付
29. ↑  落車連続発生のスプリントでデマール勝利　カヴを転倒させたサガンは失格 - cyclowired 2017/07/05 - 06:25配信、2017年7月13日閲覧
30. ↑  ツール失格不服、サガン側の訴えをCASが退ける 日刊スポーツ、2017年7月7日配信、2017年7月11日閲覧